# Вишнёвое (Пятихатский район)
Вишнёвое (укр. Вишневе) — посёлок, Вишнёвский поселковый совет, Каменский район Днепропетровская область, Украина.
Является административным центром Вишнёвского поселкового совета, в который, кроме того, входит село Кулябкино.

## Географическое положение
Посёлок городского типа Вишнёвое находится на левом берегу реки Лозоватка,
выше по течению на расстоянии в 1,5 км расположено село Лозоватка,
ниже по течению на расстоянии в 4,5 км расположено село Ивановка,
на противоположном берегу — село Терно-Лозоватка.
По посёлку протекает пересыхающий ручей с большой запрудой.

## История
- В 1899 г. по инициативе Э. К. Бродского была открыта Верхнеднепровская низшая сельскохозяйственная школа. Разрешение на открытие Эраст Константинович получил от Николая II в 1895 году[2]. Для учебного заведения Бродский выделил 40 десятин собственной земли и финансировал строительство учебного корпуса с пансионом для проживания учеников. В течение 8 лет он содержал эту школу на собственные средства.
- В сборнике сведений по сельскохозяйственному образованию за 1905 год так описывается этот факт: «Верхнеднепровская сельскохозяйственная школа учреждена в память бракосочетания Их Императорского Величества Николая Александровича и Государыни Императрицы Александры Федоровны, Екатеринославским Губернским Земством на участке земли 40 десятин, подаренном Советником Эрастом Константиновичем Бродским при селе Комиссаровка Верхнеднепровского уезда. Ближайшие пункты: ж.д. станция Эрастовка в 2-х верстах, почтово-телеграфная станция с врачебным пунктом в с. Саксагань в 12-ти верстах, пароходная пристань в г. Верхнеднепровск в 55-ти верстах, губернский г. Екатеринослав в 92-х верстах. Школа открыта 7 ноября 1899 года»[3].В 1916 году в Верхнеднепровскую сельскохозяйственную школу поступил на обучение Дмитрий Федорченко-Тихий (1901-1984), впоследствии активный участник повстанческого движения в Криворожье. В школе действовали подпольные ученические кружки, которые имели целью распространять внешкольное образование в революционном духе. Самым маленьким был кружок "Интернационал", в который входил и Дмитрий Федорченко во главе с Янчуком, Клименко и Друзенко[4].
- 1957 год — присвоено статус посёлок городского типа.
- 1961 год — Эрастовка переименовано в Вишнёвое.

В январе 1989 года численность населения составляла 2617 человек.
В марте 1995 года Верховная Рада Украины внесла находившийся в посёлке Эрастовский совхоз-техникум им. С. М. Кирова в перечень предприятий и организаций, приватизация которых запрещена в связи с их общегосударственным значением.
По состоянию на 1 января 2013 года численность населения составляла 2389 человек.

## Предприятия
- Эрастовская опытная станция Института зернового хозяйства УААН.
- Эрастовский щебёночный завод.
  - Эрастовский гранитный карьер.

## Объекты социальной сферы
- Школа.
- Детский сад.
- Эрастовский профессиональный колледж имени Э. К. Бродского Днепровского государственного аграрно-экономического университета.
- Больница.
- Фельдшерский пункт.
- Дом культуры.
- Публичная поселковая библиотека - филиал № 2 Пятихатской ЦБС

## Достопримечательности
Есть памятник на братской могиле в честь 359 советских воинов, «павших смертью храбрых при освобождении посёлка от немецко-фашистских захватчиков». В ней похоронен и Герой Советского Союза И. А. Звездин.
В 1999 году в день 100-летнего юбилея аграрного техникума, перед главным корпусом был установлен бюст Э. К. Бродскому.
На территории Эрастовской опытной станции находится дом самого Эраста Бродского. 

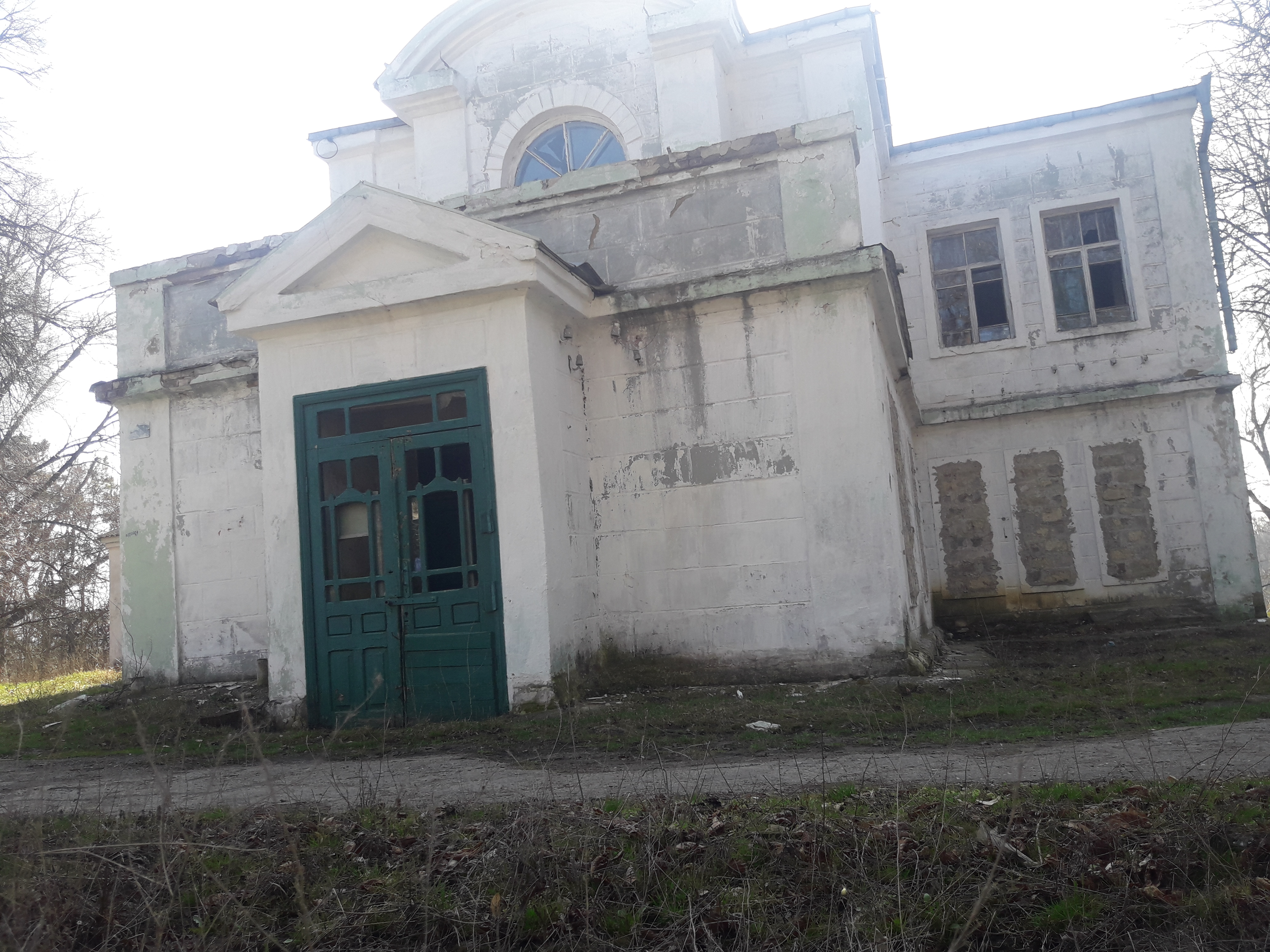
Дом Э.Бродского_1 Эрастовка

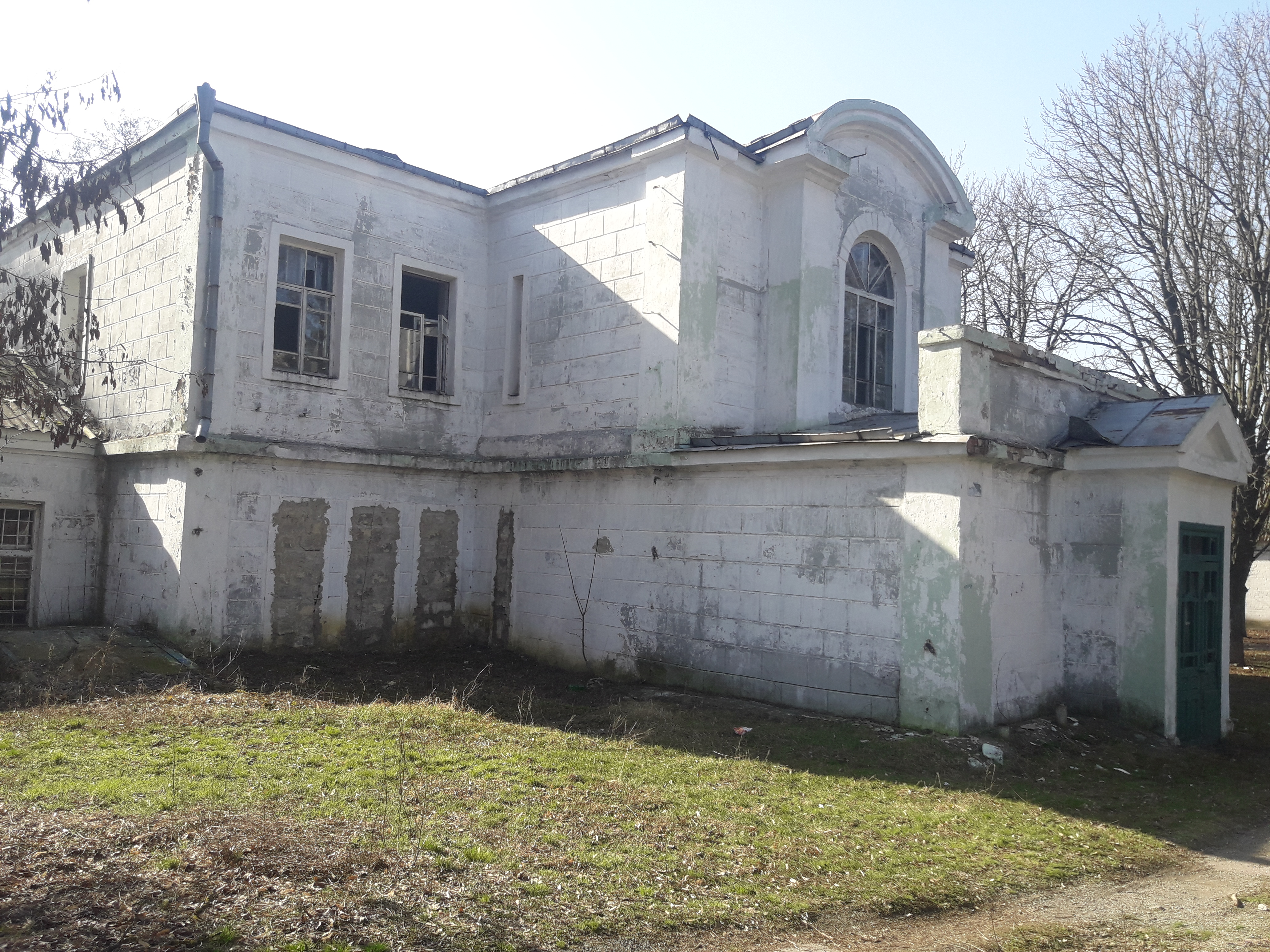
Дом Э.Бродского_2 Эрастовка

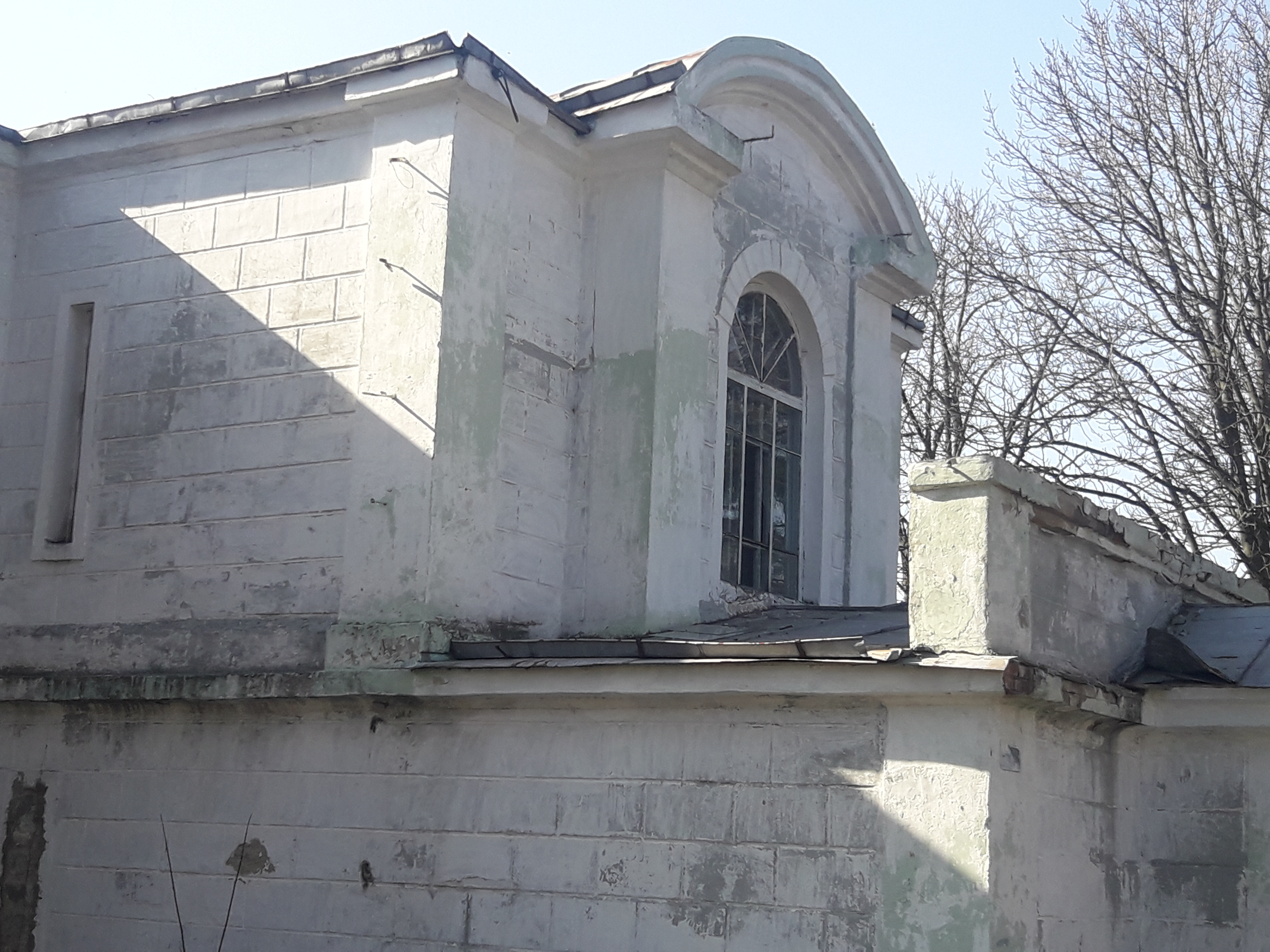
Дом Э.Бродского_3 Эрастовка

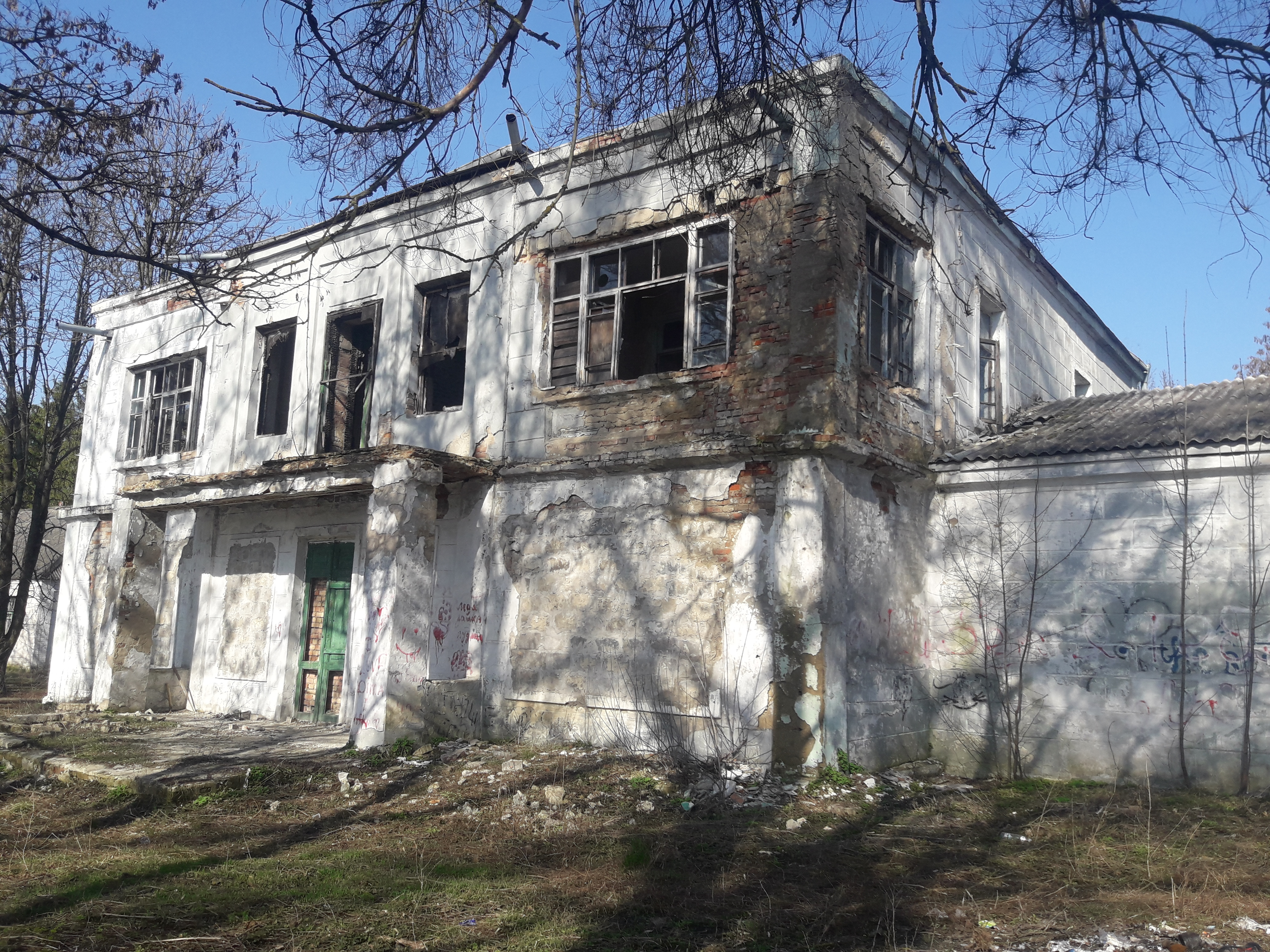
Дом Э.Бродского_4 Эрастовка

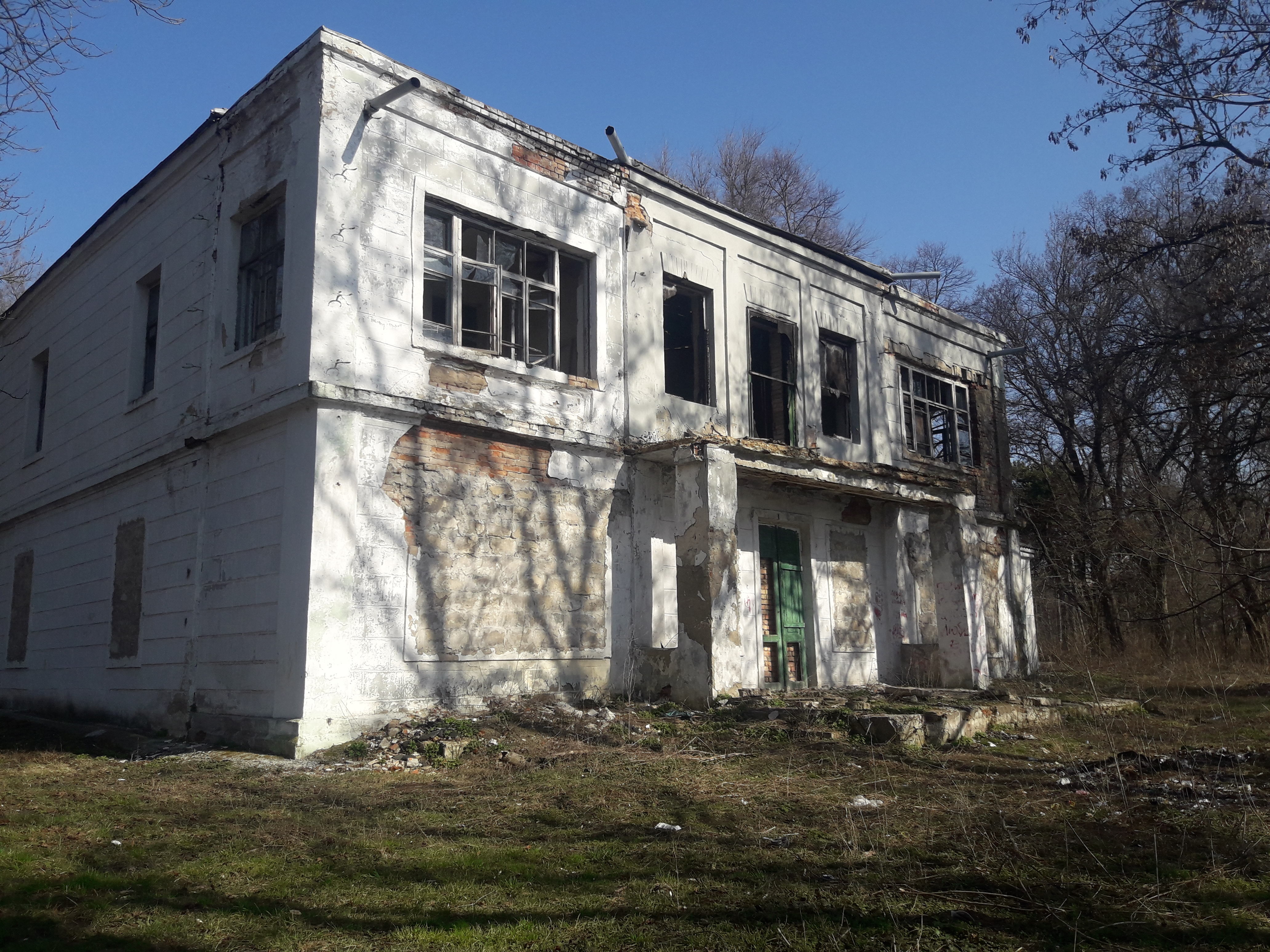
Дом Э.Бродского_5 Эрастовка

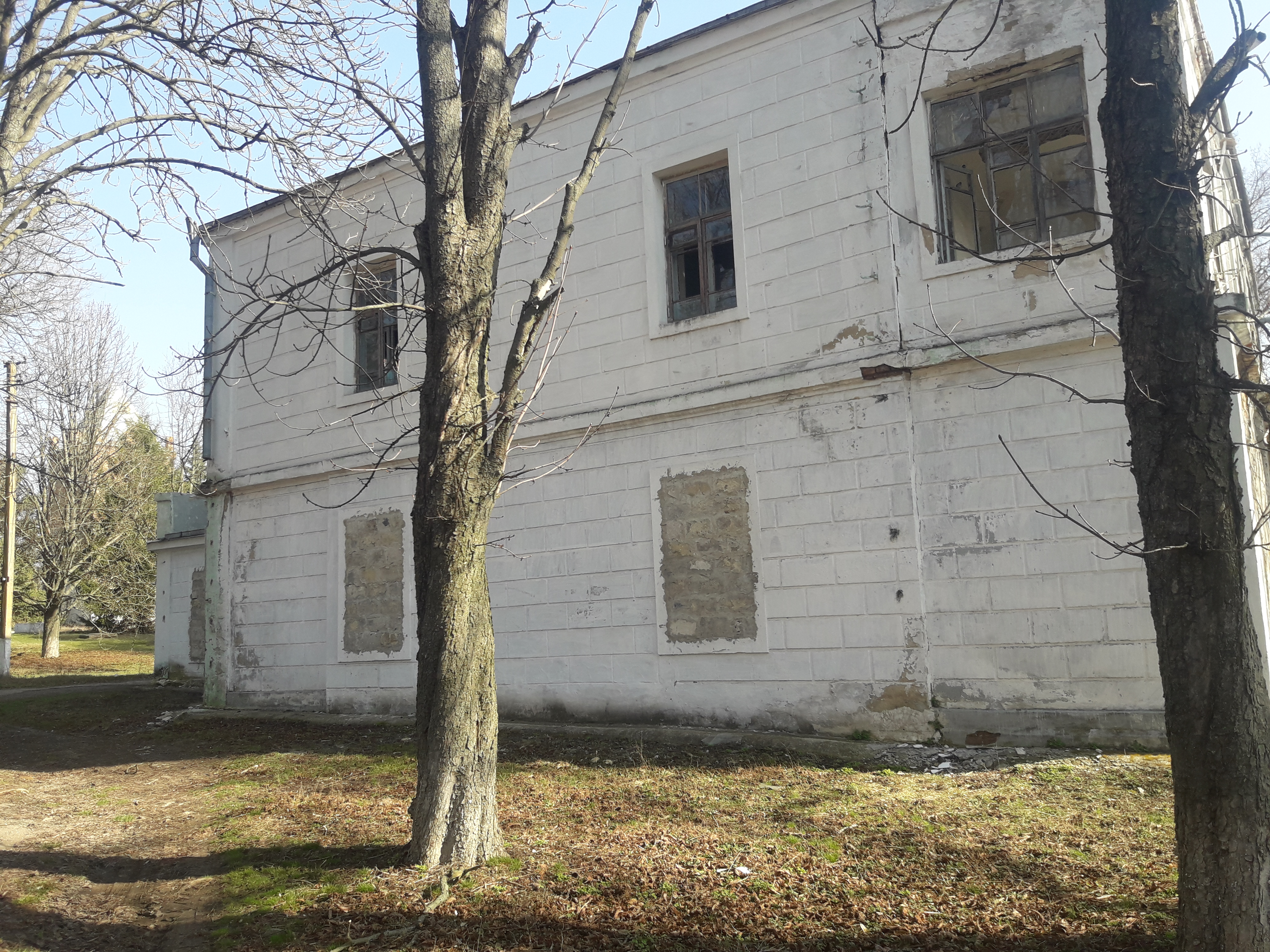
Дом Э.Бродского_6 Эрастовка

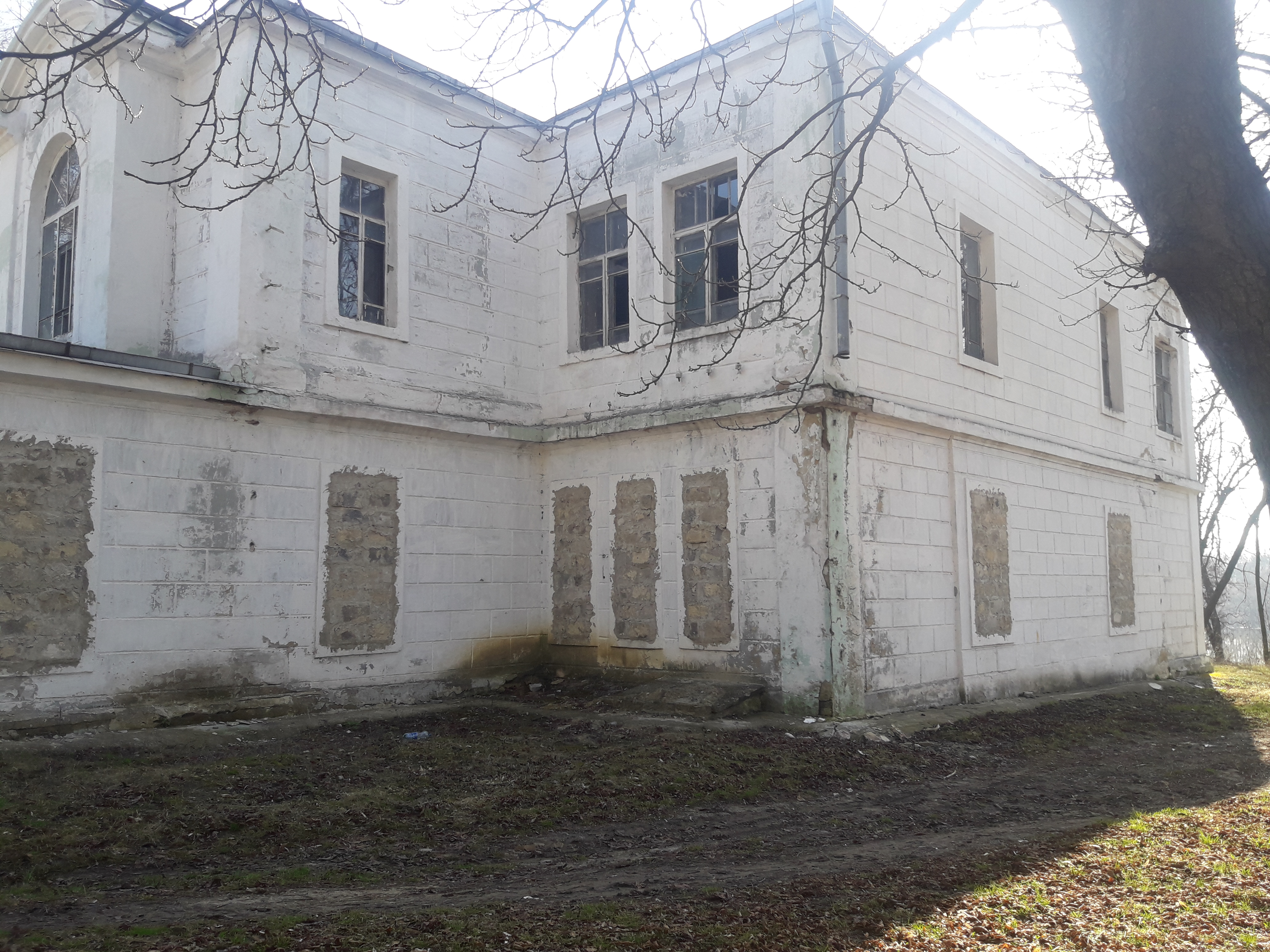
Дом Э.Бродского_7 Эрастовка

Состояние этого дома в очень плачевном состоянии так как этот дом состоит на балансе станции
Около Вишнёвого расположены курганы кочевников XI—XIV веков.

## Транспорт
Железнодорожная станция Эрастовка на линии Верховцево — Пятихатки.